# Aleksandr Tarasow (polityk)

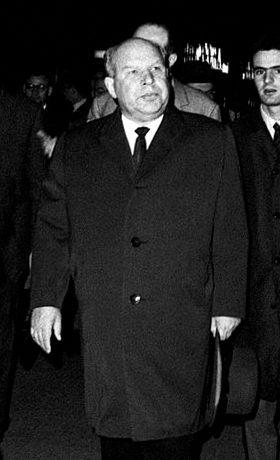
Aleksandr Tarasow

Aleksandr Michajłowicz Tarasow (ros. Алекса́ндр Миха́йлович Тара́сов, ur. 26 kwietnia 1911 w Saratowie, zm. 27 kwietnia 1975 w Moskwie) – radziecki polityk.

## Życiorys
W 1932 ukończył Moskiewski Instytut Mechaniczny im. Łomonosowa, później pracował w "Giproawtro" jako inżynier konstruktor, 1932-1938 pracował w Kujbyszewskiej Fabryce Gaźników jako szef biura konstruktorskiego, szef działu technicznego i p.o. głównego inżyniera, 1938-1939 był szefem działu technicznego Głównego Zarządu ds. Produkcji Zapasowych Części do Samochodów i Traktorów Ludowego Komisariatu Budowy Maszyn ZSRR. Od 1939 szef Działu Specjalnego Głównego Zarządu ds. Produkcji Zapasowych Części do Samochodów i Traktorów Ludowego Komisariatu Budowy Maszyn ZSRR, później zastępca głównego inżyniera i główny inżynier oraz zastępca tego zarządu. Od 1940 członek WKP(b), 1942-1949 główny inżynier Kujbyszewskiej Fabryki Gaźników i Armatury w Samarze, 1949-1951 dyrektor Ałtajskiej Fabryki Traktorów, 1951-1958 dyrektor Mińskiej Fabryki Traktorów. Od 1958 do marca 1963 przewodniczący Białoruskiego Sownarchozu, od 31 października 1961 do końca życia zastępca członka KC KPZR, od marca do 2 października 1965 zastępca przewodniczącego Wszechzwiązkowego Sownarchozu ZSRR w randze ministra ZSRR, od 2 października 1965 do śmierci minister przemysłu samochodowego ZSRR. Deputowany do Rady Najwyższej ZSRR od 5. do 9. kadencji. Pochowany na Cmentarzu Nowodziewiczym.

## Odznaczenia
- Order Lenina (dwukrotnie)
- Order Czerwonego Sztandaru Pracy
- Order „Znak Honoru”